# Abdón Calderón (Azuay)
Abdón Calderón ist eine Parroquia rural („ländliches Kirchspiel“) im Kanton Santa Isabel der ecuadorianischen Provinz Azuay. Verwaltungssitz ist La Unión. Die Parroquia besitzt eine Fläche von 61,15 km². Die Einwohnerzahl lag im Jahr 2010 bei 4631. Die Parroquia wurde am 22. Juli 1992 gegründet. Namensgeber war Abdón Calderón, ein Nationalheld im Unabhängigkeitskampf Ecuadors.

## Lage
Die Parroquia Abdón Calderón liegt in den Anden im Süden der Provinz Azuay. Der La Unión befindet sich auf einer Höhe von 1347 m, 4 km ostnordöstlich des Kantonshauptortes Santa Isabel am Nordhang oberhalb des nach Südwesten fließenden Río Rircay. Die Fernstraße E59 (Pasaje–Cuenca) führt durch die Parroquia und an deren Hauptort vorbei. Das Verwaltungsgebiet liegt auf Höhen zwischen 1040 m und 2800 m. Es hat eine Längsausdehnung in NNW-SSO-Richtung von 12 km sowie eine Breite von etwa 5 km. Der Río Rircay durchquert den Südosten.
Die Parroquia Abdón Calderón grenzt im Südwesten an die Parroquia Santa Isabel, im Nordwesten an die Parroquia San Salvador de Cañaribamba, im Norden und im Osten an die Parroquia La Asunción (Kanton Girón) sowie im Süden an die Parroquia El Progreso (Kanton Nabón).

## Orte und Siedlungen
In der Parroquia gibt es folgende Comunidades: Gualdeleg, Topalí, Naranjos, Portovelo Grande, Pilcocajas, Cercaloma, La Paz, Guashapamba, Cosari, Cataviña und Tovachirí.